# Philippe Albert (homme politique)
Pour les articles homonymes, voir Philippe Albert (homonymie) et Albert.
 (mai 2025).
Philippe Albert est un homme politique français né le 4 mai 1788 à Angoulême (Charente) et mort le 20 avril 1868 à Paris.

## Biographie
Fils de Jean-Baptiste François Albert, député de la Charente sous la Restauration, il est juge-auditeur au tribunal d'Angoulême en 1813, puis juge en 1816. Il est député de la Charente de 1830 à 1831, de 1834 à 1842 et de 1846 à 1848, siégeant d'abord dans la majorité conservatrice, avant de passer dans l'opposition de centre-gauche. Il a aussi été conseiller général.
Il repose au cimetière de Bardines d'Angoulême.